# Galguduud
Galguduud est une région du centre de la Somalie, avec façade orientale sur l'océan Indien, limitrophe des (anciennes) provinces somalies de Mudug au nord et de Hiiraan et Shabeellaha Dhexe au sud, et des provinces somalies éthiopiennes (Ogaden puis Région Somali) de Warder, Korahe et Gode.

## Districts
Les cinq districts sont, avant 2006 :
- Abudwaq District
- Adado District
- Dhusa Mareb District
- El Buur District
- El Dher District

## Villes
La capitale est Dhusamareb.
Les autres villes sont CeeldheerAbudwak, Adado, El Buur, El Garas, Galinsoor, Guriel, Herale

## Ressources
La région est riche en sépiolite.

## Histoire
La population est principalement des clans Darod et Hawiye.
En 2006, avec une partie de la région de Mudug, la région s'est proclamée indépendante sous le nom de Galmudug.
Le groupe Ahlu Sunna wal Jamaa (ASWJ) a été actif dans le sud ouest de la région, au moins entre 2008 et 2011.
Himan and Heeb (Somali: Ximan iyo Xeeb) est une région autonome de la Somalie, depuis 2008, avec pour capitale Adado (Cadaado).

Galerie
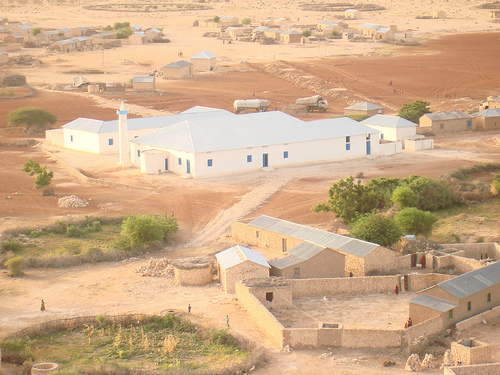
Le village de Ceel-Garas en Galguduud en 2023.
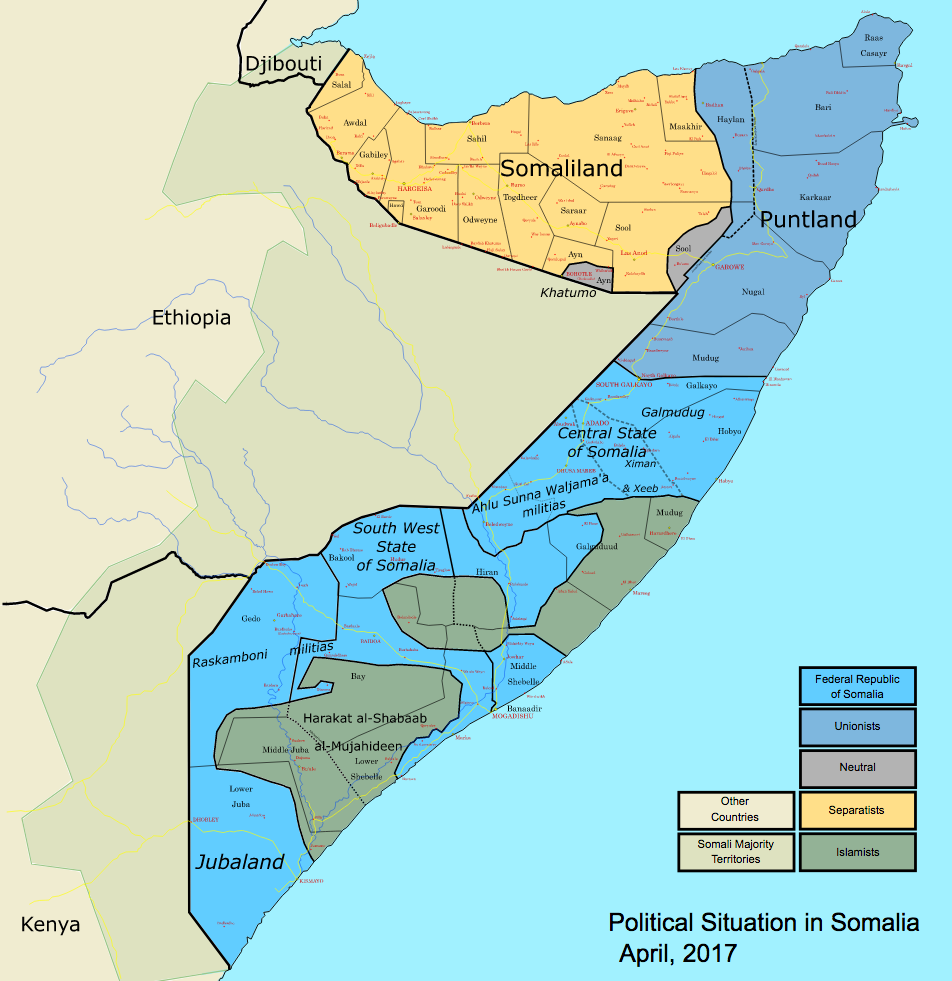
États et districts de la Somalie au 20 mai 2011.
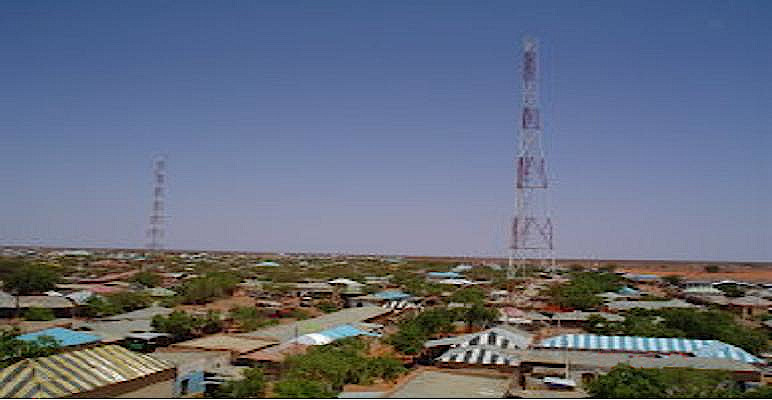
La ville d'Abudwak en 2008.